# Les Épouvantails (film, 2001)
Pour le personnage de Naruto, voir Kakashi Hatake.
Pour plus de détails, voir Fiche technique et Distribution.
Les Épouvantails (案山子, Kakashi) (en anglais Scarecrow) est un film japonais réalisé par Norio Tsuruta, sorti au Japon en 2001.
Il s'agit de l'adaptation en film live de l'histoire courte Les Épouvantails (案山子, Kakashi) de Junji Itō, publiée dans le recueil manga Le Voleur de visages.

## Fiche technique
- Titre : Les Épouvantails[1]
- Titre original : 案山子 (Kakashi?)
- Titre anglais : Scarecrow
- Réalisation : Norio Tsuruta
- Scénario : Norio Tsuruta, d'après le manga Les Épouvantails (案山子, Kakashi?) de Junji Itō
- Musique : Shin'ichirō Ogata
- Pays d'origine : Japon
- Genre : Horreur, fantastique
- Durée : 86 minutes
- Date de sortie :
  -  Japon : 16 juin 2001
  -  Singapour : 13 septembre 2001
  -  Malaisie : 25 octobre 2001
  -  Pays-Bas : 13 avril 2002 (Festival du film fantastique d'Amsterdam)

## Distribution
- Maho Nonami : Kaoru Yoshikawa
- Kō Shibasaki : Izumi Miyamori
- Grace Yip : Sally Chen (crédité comme Gurēsu Ippu)
- Yoshiki Arizono : Shusaku Noji
- Mizuho Igarashi : Ayumi Noji
- Yoji Tanaka : Junsa
- Shunsuke Matsuoka : Tsuyoshi Yoshikawa
- Kenzo Kawarasaki : Kozo Miyamori